# Hydroptère à propulsion humaine

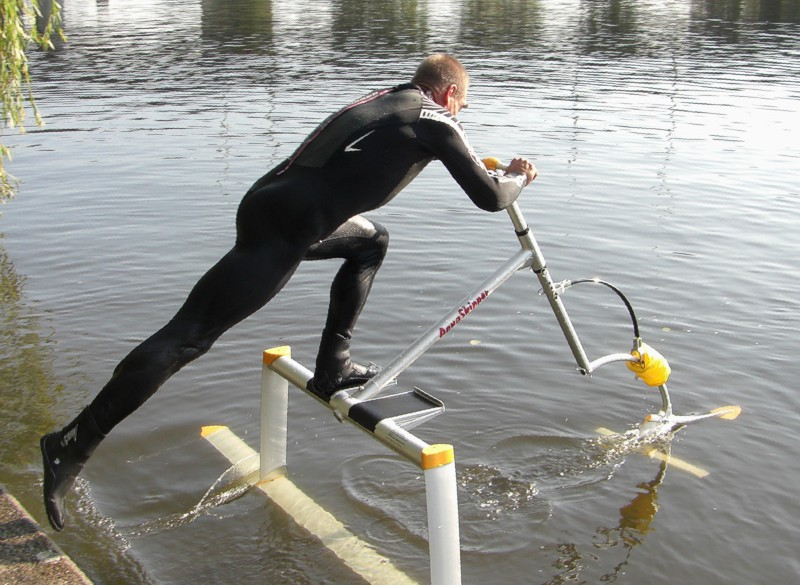
Démarrage d'un AquaSkipper sur la Spree à Berlin.

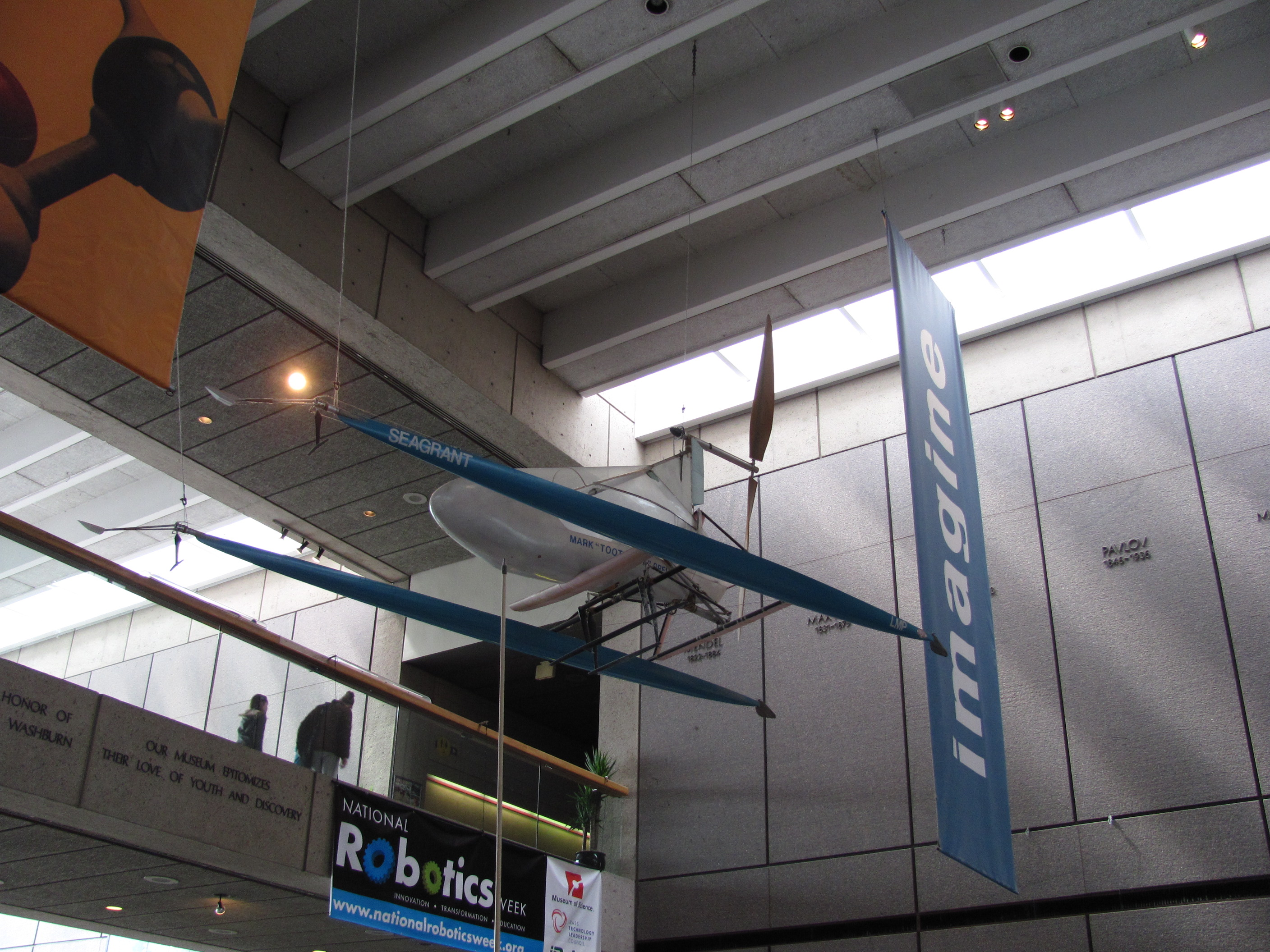
Le Decavitator.

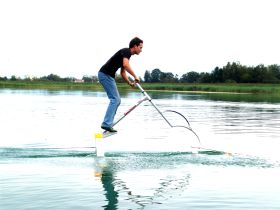
Un AquaSkipper en marche.

Un hydroptère à propulsion humaine est un hydroptère propulsé entièrement par la force musculaire de son ou ses utilisateurs. Les hydroptères sont les véhicules nautiques les plus rapides propulsés uniquement par la force humaine. Ils peuvent atteindre jusqu'à 34 km/h,,, dépassant facilement les records du monde établis par l'aviron de compétition (environ 20 km/h). Cette performance provient de l'absence de corps immergé pour assurer la flottabilité, ce qui réduit considérablement la force de traînée.

## Propulsion
Les moyens de propulsion comprennent des hélices, comme dans les hydrocycles (en) ; des hélices d'avion, comme dans le Decavitator ; des pagaies, des rames, comme dans le projet d'hydroptère de Yale; et des ailes battantes.

### Propulsion par ailes battantes
Les hydroptères avec des ailes battantes sont propulsés en agissant sur une aile contrainte régulièrement à se déplacer verticalement dans l'eau, le mouvement vers l'avant du foil générant une portance comme dans les autres hydroptères.
Une conception courante consiste à mettre à l'arrière un grand foil utilisé à la fois pour la propulsion et pour maintenir le passager au-dessus de l'eau, relié à un foil plus petit à la proue utilisé pour la direction et la stabilité longitudinale. Les pilotes manœuvrent le véhicule en rebondissant de haut en bas sur une petite plate-forme à l'arrière, tout en se tenant à une colonne de direction,. Le départ et l'atterrissage se font depuis le rivage, ou de préférence depuis un quai, et nécessitent un peu d'expérience. Lorsque l'engin se déplace en dessous de   9 km/h, il coule.
Plusieurs variantes ont été développées :
- le Wasserläufer, un précurseur du design développé en Allemagne dans les années 1950[7] ;
- le Flying Fish, développé par Allan Abbott et Alec Brooks en 1984[8] ;
- le Pogofoil, avec des pontons pour la flottaison, développé aux États-Unis en 1989[9] ;
- le Trampofoil, développé en Suède en 1998[10] ;
- l'AquaSkipper, développé aux États-Unis en 2003[11],[12] ;
- le Pumpabike, développé en Afrique du Sud en 2004[6],[13].

## Hydroptères à assistance électrique
Le Hydrofoiler XE-1 est un vélo électrique foil développé en Nouvelle-Zélande à partir de 2011.